# Indiens Grand Prix 2012
Indiens Grand Prix 2012, officiellt 2012 Formula 1 Airtel Grand Prix of India, var en Formel 1-tävling som hölls den 28 oktober 2012 på Buddh International Circuit i Greater Noida, Indien. Det var den sjuttonde tävlingen av Formel 1-säsongen 2012 och kördes över 60 varv. Vinnare av loppet blev Sebastian Vettel för Red Bull, tvåa blev Fernando Alonso för Ferrari och trea blev Mark Webber för Red Bull.

## Kvalet
| KR. | Nr | Förare             | Konstruktör          | Q1       | Q2       | Q3       | Grid |
| --- | -- | ------------------ | -------------------- | -------- | -------- | -------- | ---- |
| 1   | 1  | Sebastian Vettel   | Red Bull-Renault     | 1.26,387 | 1.25,435 | 1.25,283 | 1    |
| 2   | 2  | Mark Webber        | Red Bull-Renault     | 1.26,744 | 1.25,610 | 1.25,327 | 2    |
| 3   | 4  | Lewis Hamilton     | McLaren-Mercedes     | 1.26,516 | 1.25,816 | 1.25,544 | 3    |
| 4   | 3  | Jenson Button      | McLaren-Mercedes     | 1.26,564 | 1.25,467 | 1.25,649 | 4    |
| 5   | 5  | Fernando Alonso    | Ferrari              | 1.26,829 | 1.25,834 | 1.25,773 | 5    |
| 6   | 6  | Felipe Massa       | Ferrari              | 1.26,939 | 1.26,111 | 1.25,857 | 6    |
| 7   | 9  | Kimi Räikkönen     | Lotus-Renault        | 1.26,740 | 1.26,101 | 1.26,236 | 7    |
| 8   | 15 | Sergio Pérez       | Sauber-Ferrari       | 1.27,179 | 1.26,076 | 1.26,360 | 8    |
| 9   | 18 | Pastor Maldonado   | Williams-Renault     | 1.26,048 | 1.25,983 | 1.26,713 | 9    |
| 10  | 8  | Nico Rosberg       | Mercedes             | 1.26,458 | 1.25,976 | no time  | 10   |
| 11  | 10 | Romain Grosjean    | Lotus-Renault        | 1.26,897 | 1.26,136 |          | 11   |
| 12  | 12 | Nico Hülkenberg    | Force India-Mercedes | 1.27,185 | 1.26,241 |          | 12   |
| 13  | 19 | Bruno Senna        | Williams-Renault     | 1.26,851 | 1.26,331 |          | 13   |
| 14  | 7  | Michael Schumacher | Mercedes             | 1.27,482 | 1.26,574 |          | 14   |
| 15  | 16 | Daniel Ricciardo   | Toro Rosso-Ferrari   | 1.27,006 | 1.26,777 |          | 15   |
| 16  | 11 | Paul di Resta      | Force India-Mercedes | 1.27,462 | 1.26,989 |          | 16   |
| 17  | 14 | Kamui Kobayashi    | Sauber-Ferrari       | 1.27,517 | 1.27,219 |          | 17   |
| 18  | 17 | Jean-Éric Vergne   | Toro Rosso-Ferrari   | 1.27,525 |          |          | 18   |
| 19  | 21 | Vitalij Petrov     | Caterham-Renault     | 1.28,756 |          |          | 19   |
| 20  | 20 | Heikki Kovalainen  | Caterham-Renault     | 1.29,500 |          |          | 20   |
| 21  | 24 | Timo Glock         | Marussia-Cosworth    | 1.29,613 |          |          | 21   |
| 22  | 22 | Pedro de la Rosa   | HRT-Cosworth         | 1:30:592 |          |          | 22   |
| 23  | 23 | Narain Karthikeyan | HRT-Cosworth         | 1:30:593 |          |          | 23   |
| 24  | 25 | Charles Pic        | Marussia-Cosworth    | 1.30,662 |          |          | 24   |

| Vidare från första kvalrundan ▬▬ Vidare från andra kvalrundan ▬▬ |

## Loppet
| Pos. | Nr | Förare             | Konstruktör          | Varv | Tid         | Grid | P  |
| ---- | -- | ------------------ | -------------------- | ---- | ----------- | ---- | -- |
| 1    | 1  | Sebastian Vettel   | Red Bull-Renault     | 60   | 1:31.10,744 | 1    | 25 |
| 2    | 5  | Fernando Alonso    | Ferrari              | 60   | +9,437      | 5    | 18 |
| 3    | 2  | Mark Webber        | Red Bull-Renault     | 60   | +13,217     | 2    | 15 |
| 4    | 4  | Lewis Hamilton     | McLaren-Mercedes     | 60   | +13,909     | 3    | 12 |
| 5    | 3  | Jenson Button      | McLaren-Mercedes     | 60   | +26,266     | 4    | 10 |
| 6    | 6  | Felipe Massa       | Ferrari              | 60   | +44,674     | 6    | 8  |
| 7    | 9  | Kimi Räikkönen     | Lotus-Renault        | 60   | +45,227     | 7    | 6  |
| 8    | 12 | Nico Hülkenberg    | Force India-Mercedes | 60   | +54,998     | 12   | 4  |
| 9    | 10 | Romain Grosjean    | Lotus-Renault        | 60   | +56,103     | 11   | 2  |
| 10   | 19 | Bruno Senna        | Williams-Renault     | 60   | +1.14,975   | 13   | 1  |
| 11   | 8  | Nico Rosberg       | Mercedes             | 60   | +1.21,694   | 10   |    |
| 12   | 11 | Paul di Resta      | Force India-Mercedes | 60   | +1.22,815   | 16   |    |
| 13   | 16 | Daniel Ricciardo   | Toro Rosso-Ferrari   | 60   | +1.26,064   | 15   |    |
| 14   | 14 | Kamui Kobayashi    | Sauber-Ferrari       | 60   | +1.26,495   | 17   |    |
| 15   | 17 | Jean-Éric Vergne   | Toro Rosso-Ferrari   | 59   | +1 varv     | 18   |    |
| 16   | 18 | Pastor Maldonado   | Williams-Renault     | 59   | +1 varv     | 9    |    |
| 17   | 21 | Vitalij Petrov     | Caterham-Renault     | 59   | +1 varv     | 19   |    |
| 18   | 20 | Heikki Kovalainen  | Caterham-Renault     | 59   | +1 varv     | 20   |    |
| 19   | 25 | Charles Pic        | Marussia-Cosworth    | 59   | +1 varv     | 24   |    |
| 20   | 24 | Timo Glock         | Marussia-Cosworth    | 58   | +2 varv     | 21   |    |
| 21   | 23 | Narain Karthikeyan | HRT-Cosworth         | 58   | +2 varv     | 23   |    |
| 22   | 7  | Michael Schumacher | Mercedes             | 55   | Växellåda   | 14   |    |
| Ret  | 22 | Pedro de la Rosa   | HRT-Cosworth         | 43   | Bromsar     | 22   |    |
| Ret  | 15 | Sergio Pérez       | Sauber-Ferrari       | 21   | Kollision   | 8    |    |

| Förare och stall som tog poäng ▬▬ |

## Ställning efter loppet
|     | Pos. | Förare           | Poäng |
| --- | ---- | ---------------- | ----- |
| ▬   | 1    | Sebastian Vettel | 240   |
| ▬   | 2    | Fernando Alonso  | 227   |
| ▬   | 3    | Kimi Räikkönen   | 173   |
| ▲ 1 | 4    | Mark Webber      | 167   |
| ▼ 1 | 5    | Lewis Hamilton   | 165   |

|   | Pos. | Konstruktör      | Poäng |
| - | ---- | ---------------- | ----- |
| ▬ | 1    | Red Bull-Renault | 407   |
| ▬ | 2    | Ferrari          | 316   |
| ▬ | 3    | McLaren-Mercedes | 306   |
| ▬ | 4    | Lotus-Renault    | 263   |
| ▬ | 5    | Mercedes         | 136   |

- Notering: Endast de fem bästa placeringarna i vardera mästerskap finns med på listorna.